# Giuseppe Costa
Pour les articles homonymes, voir Costa.
Giuseppe Costa, né le 6 avril 1852, et mort en 1912, est un peintre italien, actif principalement dans la peinture de genre.

## Biographie
Giuseppe Costa est né le 6 avril 1852 à Naples.
Il est formé dans l'Académie des Beaux-Arts sous la direction dee Domenico Morelli. Parmi ses œuvres on peut citer : The userer and his victims, Deux orphelines, Distraction, Après le travail, Amour Innocent, Le Besoin et la Modestie
Il meurt en 1912.